# كازوما كايا
كازوما كايا (باليابانية: 萱和磨؛ بالكانا: かや かずま) هو لاعب جمباز فني ياباني، ولد في 19 نوفمبر 1996 في تشيبا في اليابان.

## وصلات خارجية
- كازوما كايا على موقع الاتحاد الدولي للجمباز (licence) (الإنجليزية)
- كازوما كايا على موقع الاتحاد الدولي للجمباز (biography) (الإنجليزية)
- كازوما كايا على موقع أوليمبيديا (الإنجليزية)